# Nati nel 1365
| Questa pagina contiene informazioni ricavate automaticamente dalle voci biografiche con l'ausilio del template Bio e di un bot. L'aggiornamento è periodico e automatico e ricostruisce completamente la pagina. Se manca una persona in questa lista, sei pregato di non aggiungerla, ma accertati piuttosto che la sua voce biografica contenga il template Bio e che i dati anagrafici siano correttamente compilati. Se il template Bio manca, inseriscilo tu stesso o, in alternativa, metti l'avviso {{tmp\|Bio}} che ne segnala la mancanza. Se i dati riportati sono sbagliati, correggi direttamente la voce biografica; le modifiche saranno visibili in questa lista entro pochi giorni. Per chiarimenti vedi il progetto biografie. La lista contiene solo le 15 persone che sono citate nell'enciclopedia e per le quali è stato implementato correttamente il template Bio. Pagina aggiornata al 13 gen 2025. |

- 16 marzo - Guillaume Martel, nobile e militare francese († 1415)
- 5 aprile - Guglielmo II di Baviera-Straubing, nobile († 1417)
- 21 luglio - Taddea d'Este, nobildonna italiana († 1404)
- Johannes Ambundii, arcivescovo cattolico tedesco († 1424)
- Bartolino da Padova, compositore italiano († 1405)
- Benedetta d'Arborea, nobile italiana († 1383)
- Brandolino Conte Brandolini, condottiero italiano
- Devletşah Hatun, principessa ottomana († 1414)
- Smeraldo di Giovanni, pittore italiano († 1444)
- Sigismund Kęstutaitis, sovrano lituano († 1440)
- Évrard II de La Marck-Arenberg, nobile francese († 1440)
- Niccolò Niccoli, letterato e umanista italiano († 1437)
- Rinaldo di Jülich-Geldern, duca († 1423)
- Hermann von Sachsenheim, poeta tedesco († 1458)
- Magister Wigbold, pirata tedesco († 1401)